# 2色だけのパレット/Day dream
「2色だけのパレット/Day dream」（にしょくのパレット/デイ ドリーム）は、丹下桜の4作目のシングルである。1997年8月21日、KONAMIより発売された。

## 概要
- 3ヶ月連続シングルリリースの第3弾。
- 両曲共にアルバム「MAKE YOU SMILE」に収録されているが、「2色だけのパレット」はベストアルバム「SAKURA」と共にアルバムミックスで収録されている為、シングル盤は今作でしか聴く事が出来なかったが、2011年に販売されたアルバム「丹下桜 パーフェクト・ベスト」で初めてシングル版が収録された。

## 収録曲
1. 2色だけのパレット [4:54]
  - 作詞・作曲：宮島律子、編曲：田辺恵二
  - 文化放送ラジオ「CLUBときめきメモリアル」エンディングテーマ。
2. Day dream [5:01]
  - 作詞：丹下桜、作曲：宮島律子、編曲：新川博
  - 「tune my love」の流れを汲んだ楽曲であり、レコーディング・ディレクターに頼んで遊園地のSEを入れてもらったとのこと。
  - 詞は、1997年6月に写真集「MAKE YOU SMILE」の撮影で訪れたイギリスにて作られた。
  - KBS京都ラジオ「金月真美のMOONLIGHT LIPS」エンディングテーマ。
3. 2色だけのパレット（karaoke） [4:54]
4. Day dream（karaoke） [4:57]